# Junta Investigadora de Accidentes de Aviación Civil
La Junta Investigadora de Accidentes de Aviación Civil (JIAAC), anteriormente Comité de Investigación de Accidentes Aéreos (CIAA). es la dependencia estatal de Venezuela que investiga los incidentes y accidentes aéreos de aeronaves civiles. Tiene su sede en el Municipio Chacao, Caracas, Estado Miranda. La junta es dependiente del Ministerio del Poder Popular para el Transporte. Cumple con el Anexo 13 del Convenio de Aviación Civil y métodos recomendados por la Organización de Aviación Civil Internacional OACI. Lorllys Ramos Acevedo fue la actual directoria de la JIAAC.